# 앨리샤 뉴먼
앨리샤 에블린 뉴먼(영어: Alysha Eveline Newman, 1994년 6월 29일~)은 캐나다의 육상 선수로 주 종목은 장대높이뛰기이다. 올림픽에 3회(2016과 2020, 2024)에 3회 참가했으며 2024년 올림픽 여자 장대높이뛰기 종목에서 동메달을 획득했다.